# Lenait
Lenait ist ein sehr selten vorkommendes Mineral aus der Mineralklasse der „Sulfide und Sulfosalze“ mit der chemischen Zusammensetzung AgFeS2 und damit chemisch gesehen ein Silber-Eisen-Sulfid.
Lenait kristallisiert im tetragonalen Kristallsystem und konnte bisher nur in Form stahlgrauer bis schwarzer, metallisch glänzender, isometrischer Kristallkörner bis etwa 0,2 mm Größe gefunden werden.

## Etymologie und Geschichte
Erstmals entdeckt wurde Lenait in der Silber-Antimon-Quecksilber-Lagerstätte Khachakchan im Werchojansker Gebirge in der zur Russischen Föderation gehörenden Republik Sacha (Jakutien). Die Erstbeschreibung erfolgte 1995 durch V. A. Amuzinskii, Yu. Ya. Zhdanov, N. V. Zayakina und N. V. Leskova, die das Mineral nach dem in der Nähe des Fundortes verlaufenden Flusses Lena benannten.
Das Typmaterial des Minerals wird im Geologischen Museum des Wissenschaftszentrums Jakutsk der Russischen Akademie der Wissenschaften aufbewahrt.

## Klassifikation
Da der Lenait erst 1995 entdeckt und als eigenständiges Mineral anerkannt wurde, ist er in der zuletzt 1982 aktualisierten 8. Auflage der Mineralsystematik nach Strunz nicht verzeichnet.
Im „Lapis-Mineralienverzeichnis“, das sich aus Rücksicht auf private Sammler und institutionelle Sammlungen noch nach der klassischen Systematik von Karl Hugo Strunz richtet, erhielt das Mineral die System- und Mineral-Nr. II/C.03-025. In der „Lapis-Systematik“ entspricht dies der Klasse der „Sulfide und Sulfosalze“ und dort der Abteilung „Sulfide mit dem Stoffmengenverhältnis Metall : S,Se,Te ≈ 1 : 1“, wo Lenait zusammen mit Chalkopyrit, Eskebornit, Gallit, Laforêtit und Roquesit die „Chalkopyritgruppe“ mit der System-Nr. II/C.03 bildet.
Die von der International Mineralogical Association (IMA) zuletzt 2009 aktualisierte 9. Auflage der Strunz’schen Mineralsystematik ordnet den Lenait ebenfalls in die Abteilung der „Metallsulfide, M : S = 1 : 1 (und ähnliche)“ ein. Diese ist allerdings weiter unterteilt nach den an der Verbindung beteiligten Metallen, so dass das Mineral entsprechend seiner Zusammensetzung in der Unterabteilung „mit Zink (Zn), Eisen (Fe), Kupfer (Cu), Silber (Ag) usw.“ zu finden ist, wo es zusammen mit Chalkopyrit, Eskebornit, Gallit, Laforêtit und Roquesit ebenfalls die „Chalkopyritgruppe“ mit der System-Nr.2.CB.10a bildet.
Auch die vorwiegend im englischen Sprachraum gebräuchliche Systematik der Minerale nach Dana ordnet den Lenait in die Klasse der „Sulfide und Sulfosalze“ und dort in die Abteilung der „Sulfidminerale“ ein. Hier ist er ebenfalls zusammen mit Chalkopyrit, Eskebornit, Gallit, Roquesit und Laforêtit in der „Chalkopyritgruppe (Tetragonal: I42d)“ mit der System-Nr. 02.09.01 innerhalb der Unterabteilung „Sulfide – einschließlich Selenide und Telluride – mit der Zusammensetzung AmBnXp, mit (m+n):p=1:1“ zu finden.

## Kristallstruktur
Lenait kristallisiert tetragonal in der Raumgruppe P42mc (Raumgruppen-Nr. 105) mit den Gitterparametern a = 5,64 Å und c = 10,34 Å sowie 4 Formeleinheiten pro Elementarzelle.

## Bildung und Fundorte
Lenait findet sich in Goethit-Pseudomorphosen nach magnesiumhaltigem Siderit und in Quarz-Siderit-Adern. Begleitminerale ist daher vor allem Goethit, aber auch Akanthit, Ag–Hg-Amalgam, Chalkopyrit, Galenit, Stephanit und Tetraedrit.
Als sehr seltene Mineralbildung konnte Lenait nur in wenigen Proben nachgewiesen, wobei bisher weniger 10 Fundorte weltweit dokumentiert sind (Stand 2018). Außer an seiner Typlokalität in der Silber-Antimon-Quecksilber-Lagerstätte Khachakchan trat das Mineral in Russland noch in der nahe gelegenen, gleichartigen Lagerstätte Nochnoe sowie in der Grube Privolnoye in der Republik Sacha, bei Rodnikovoe auf der Halbinsel Kamtschatka, im Gulinskii-Massiv nahe den Flüssen Maimetscha und Kotui in der Region Krasnojarsk und in der Gold-Silber-Lagerstätte Teploe bei Omsukchan im Flusstal des Kolyma im Föderationskreis Ferner Osten.
Weitere gesicherte Fundorte sind die Lagerstätte Kiziltepe bei Sındırgı in der türkischen Provinz Balıkesir sowie die epithermale Gold-Silber-Tellur-Lagerstätte Geis Mine (auch Gies Mine) im Bezirk Warm Springs (Fergus County) im US-Bundesstaat Montana.
Die weiteren Fundorte Grube St. Anna bei Annaberg in Niederösterreich, Grube Yatani bei Yonezawa in der Präfektur Yamagata auf der japanischen Insel Honshū und Grube Tynebottom bei Garrigill in Westmorland and Furness (Grafschaft Cumbria) sowie zwei weitere Lagerstätten in Russland konnten bisher nicht verifiziert werden.